# Hazem al-Beblawi
Hazem Abdel Aziz al-Beblawi (Arabisch: حازم عبد العزيز الببلاوي) (Caïro, 17 oktober 1936) is een Egyptisch econoom en politicus. Van 9 juli 2013 tot 1 maart 2014 was hij waarnemend premier van Egypte. Eerder was hij al een korte periode vicepremier en minister van Financiën. Op 24 februari 2014 kondigde hij onverwacht het ontslag van zijn kabinet aan. Hij werd opgevolgd door Ibrahim Mahlab.
- Bibsys: 90371740
- Biblioteca Nacional de España: XX1140844
- CiNii: DA03602724
- Gemeinsame Normdatei: 17039753X
- International Standard Name Identifier: 0000 0000 8407 7822
- Library of Congress Control Number: n83155999
- Nationale Bibliotheek van Israël: 987007303658705171
- Nederlandse Thesaurus van Auteursnamen: 074200445
- Réseau des bibliothèques de Suisse occidentale: 02-A008935639
- Système universitaire de documentation: 162325827
- Virtual International Authority File: 110511964
- WorldCat: E39PBJyhfJtVC8pJQkYYqFptrq